# 中河与一
中河与一 （なかがわ よいち, 1897年（明治30年）2月28日 - 1994年（平成6年）12月12日） は、日本の小説家・歌人である。横光利一、川端康成と共に、新感覚派として活躍した。正字で中河與一と表記される場合もある。中河哀秋という筆名も持つ。香川県生まれ。

## 人物
1924年に川端康成、横光利一らと『文芸時代』を創刊し、『刺繍せられた野菜』（1924）、『氷る舞踏場』（1925）を発表して、新感覚派の旗手としてモダニズム時代を築く。代表作に『天の夕顔』『失楽の庭』『探美の夜』『古都幻想』など。なかでも1938年（昭和13年）に発表された『天の夕顔』はゲーテの『若きウェルテルの悩み』に比較される浪漫主義文学の名作として各国語訳され、西欧諸国でも高い評価を獲得。戦後、英語、フランス語、ドイツ語、中国語など6か国語に翻訳され、アルベール・カミュから激賞された。

## 経歴
坂出町（現在の坂出市）にて、坂出病院の院長の長男として生まれる。本人によると、出生自体は東京で、坂出に住んだのは父親が同地で私立坂出病院を開業した2歳ころからだろうとしている。病弱であったため、回復を黒住教のおかげに頼った母の手配で、6歳で母の郷里である岡山県赤磐郡潟瀬村大内（現・瀬戸町）に移り、小学校卒業まで祖父母に育てられる。家業を継ぐことを嫌って文学に傾倒し、丸亀中学校（現在の香川県立丸亀高等学校）在学中には『香川新報』（現在の『四国新聞』）の懸賞小説に一等入選。1916年、夜学校「漢数学館」にて数学を担当するが、潔癖症はなはだしく遂に狂人に近くなり、年末には坂出町に帰る。1918年、画家を目指して上京し、岡田三郎助の「本郷洋画研究所」に通う。
1919年、早稲田大学予科文科入学。1920年、同郷の紙問屋の娘で津田英学塾（現在の津田塾大学）の学生だった林幹子と結婚した。後年、幹子は歌人として立ち、歌誌「をだまき」を主宰して高瀬一誌や蒔田さくら子を育てたほか、共立女子大学教授も務めた。1921年、早稲田大学高等予科文科を卒業、同大学英文科に進学する。
早稲田大学英文科在学中、雑誌「新公論」に発表した『悩ましき妄想』（のちに『赤い復讐』と改題）で文壇デビュー。1922年（大正11年）4月、歌集『光る波』を刊行。再び潔癖と幻覚に悩まされる日が多く、同年、早稲田大学を中途退学する。翌年、金星堂編集部に勤務。菊池寛主宰の「文藝春秋」の編集同人、『文藝時代』の同人に加わり、『刺繍せられた野菜』『氷る舞踏場』など、新感覚派の作品群を残す。1926年、中国旅行で上海、蘇州、杭州、南京を旅する。1928年から形式主義文学論争が始まる。胃潰瘍で危篤になるも助かり、ラウル・デュフィに装幀画を依頼。身体衰弱のなか、1936年（昭和11年）に『愛恋無限』を刊行し、映画化の契約をするも頓挫する。翌年、同作で北村透谷文学賞を受賞。
文芸同人誌も多く主宰し、「手帖」（1927年〜）、「新科学的（文芸）」（1930年〜）、「翰林」（1933年〜）、「文芸世紀」（1939年〜）、 「ラマンチャ」（1951年〜）などがある。
1937年、雑誌『日本浪曼派』に参加。青年の人妻への純愛を抒情的に描いた「天の夕顔」が永井荷風に絶賛される。戦時下は民族主義に傾いた。1939年、厚生省諮問機関の労務管理調査委員に選ばれ、1940年から3度にわたり、満州国立建国大学の招きで日本文芸を講義。1943年、44年には2度にわたって右翼の襲撃を受ける。1944年に「天上人間」が北京で、1948年に「天の夕顔」新東宝にてそれぞれ映画化される。
85歳の時、門下の老女から強姦未遂で訴えられたが、民事裁判の結果、老女側が名誉毀損で中河に賠償金を支払うこととなった。1982年9月に蒲生久仁子と再婚。

## 家族
前妻中河幹子との間に、長男・真一（1921年生）、長女・女礼（1923年生、4歳で夭折）、次女・まり子(1925年生)、三女・郷子(1929年生)、次男・原理（1931年生）をもうける。娘・郷子は若い頃、大学生時代の星親一（星新一）と恋愛関係にあったが、星がブルーフィルム上映に関わるスキャンダルを起こしたために別れた。
後妻の蒲生久仁子（1917年生）は、オランダ代理公使などを務めた棚橋軍次の孫で父親の半蔵は貿易商（半蔵は軍次とドイツ人妻の子としてベルリンで生まれ、日本でのサボテン普及に貢献）。矢穂久仁子の筆名で2冊の歌集を出版した。

## ブラックリスト疑惑
太平洋戦争中の中河の行動については、長年黒い噂が囁かれ、そのために戦後の中河は文壇的孤立を余儀なくされた。その噂の内容は、中河が戦時中、左翼的文学者のブラックリストを警察に提出して言論弾圧に手を貸したというものだった。
これに対して中河の門人の森下節は、この噂は平野謙や中島健蔵が意図的に流したデマに過ぎなかったとの調査結果を発表している。森下によると、平野や中島がこのデマを流したのは、中河に濡れ衣を着せることによって自分たちの戦争協力行為を隠蔽するためだったという。

## 『天の夕顔』主人公モデル問題
中河の代表作『天の夕顔』は、不二樹浩三郎という按摩の身の上話に基づく作品だったため、不二樹は中河に対してこの作品を自分との共著とすることを要求した。しかし中河は「話をしてくれただけで、それがあなたに何の関係があるのですか。法廷へ出ても何処へ出ても」とこの要求を退けると共に、主人公のモデルの実名公表を拒み続けたため、不二樹との間に深刻な確執が生じた。不二樹から中河に脅迫状が届き、その直後に中河家の愛犬が不審な死を遂げたこともある。一連の経緯について中河が警視庁成城警察署に相談したものの、刑事事件には発展しなかった。一方、不二樹の側でも中河を訴えようとしたが弁護士費用の問題からこれを果たせず、その代わり『名作「天の夕顔」粉砕の快挙──小説味読精読の規範書』（1976年）と題する書物を自費出版してこの作品が中河の創造力の所産ではないことを世に訴え続けた。不二樹は1990年に93歳で死去した。
不二樹浩三郎は明治30年に大阪で生まれ、同志社大学卒業後、英語教員をしながら登山に打ち込み、各地を転々とした後、奥飛騨山之村に住み着く。その後東京の柔道場に通って按摩師となり、中河与一と出会い、召集を控えていたため、自分が書こうと温めていた体験を中河に口述。戦後、マッサージ師をしながら私家版を発行した。